# Nederlandse kampioenschappen atletiek 2013
In 2013 werden de Nederlandse kampioenschappen atletiek gehouden op 20 en 21 juli in het Olympisch Stadion (Amsterdam). De organisatie lag in handen van de Amsterdamse atletiekvereniging Phanos in samenwerking met de Atletiekunie. Aan het programma waren de 10.000 m voor mannen en vrouwen toegevoegd, en op de weg rondom het stadion de 20 km snelwandelen voor mannen.

## Uitslagen

### 100 m
| wind: +0,8 m/s | wind: +0,8 m/s   | wind: +0,8 m/s |
| rang           | atleet           | prestatie      |
| -------------- | ---------------- | -------------- |
| Goud           | Churandy Martina | 10,04 s        |
| Zilver         | Hensley Paulina  | 10,37 s        |
| Brons          | Brian Mariano    | 10,38 s        |

| wind: +2,3 m/s | wind: +2,3 m/s    | wind: +2,3 m/s |
| rang           | atlete            | prestatie      |
| -------------- | ----------------- | -------------- |
| Goud           | Madiea Ghafoor    | 11,58 s        |
| Zilver         | Jamile Samuel     | 11,65 s        |
| Brons          | Loreanne Kuhurima | 11,69 s        |

### 200 m
| wind: +0,6 m/s | wind: +0,6 m/s   | wind: +0,6 m/s |
| rang           | atleet           | prestatie      |
| -------------- | ---------------- | -------------- |
| Goud           | Dennis Spillekom | 20,96 s        |
| Zilver         | Jerrel Feller    | 21,06 s        |
| Brons          | Jorén Tromp      | 21,07 s        |

| wind: +0,6 m/s | wind: +0,6 m/s   | wind: +0,6 m/s |
| rang           | atlete           | prestatie      |
| -------------- | ---------------- | -------------- |
| Goud           | Anouk Hagen      | 24,98 s        |
| Zilver         | Whitney Beekmans | 24,99 s        |
| Brons          | Linda van Rossum | 25,01 s        |

### 400 m
| rang   | atleet         | prestatie |
| ------ | -------------- | --------- |
| Goud   | Jurgen Wielart | 45,83 s   |
| Zilver | Terrence Agard | 46,74 s   |
| Brons  | Jelle Venema   | 47,84 s   |

| rang   | atlete             | prestatie |
| ------ | ------------------ | --------- |
| Goud   | Nicky van Leuveren | 52,14 s   |
| Zilver | Lisanne de Witte   | 52,92 s   |
| Brons  | Myrte Goor         | 55,83 s   |

### 800 m
| rang   | atleet          | prestatie |
| ------ | --------------- | --------- |
| Goud   | Thijmen Kupers  | 1.52,54   |
| Zilver | Bram Som        | 1.53,01   |
| Brons  | Bob van der Ham | 1.53,46   |

| rang   | atlete          | prestatie |
| ------ | --------------- | --------- |
| Goud   | Yvonne Hak      | 2.07,77   |
| Zilver | Sanne Verstegen | 2.08,32   |
| Brons  | Christine Bosch | 2.12,06   |

### 1500 m
| rang   | atleet        | prestatie |
| ------ | ------------- | --------- |
| Goud   | Mark Nouws    | 3.52,61   |
| Zilver | Richard Douma | 3.52,80   |
| Brons  | René Stokvis  | 3.53,16   |

| rang   | atlete         | prestatie |
| ------ | -------------- | --------- |
| Goud   | Maureen Koster | 4.23,11   |
| Zilver | Helen Hofstede | 4.25,93   |
| Brons  | Marije te Raa  | 4.25,95   |

### 5000 m
| rang   | atleet                | prestatie |
| ------ | --------------------- | --------- |
| Goud   | Jesper van der Wielen | 14.08,73  |
| Zilver | Gert-Jan Wassink      | 14.12,48  |
| Brons  | Ronald Schröer        | 14.13,77  |

| rang   | atlete             | prestatie |
| ------ | ------------------ | --------- |
| Goud   | Helen Hofstede     | 16.20,06  |
| Zilver | Miranda Boonstra   | 16.26,91  |
| Brons  | Irene van Lieshout | 16.30,69  |

### 10.000 m
| rang   | atleet         | prestatie |
| ------ | -------------- | --------- |
| Goud   | Michel Butter  | 29.52,65  |
| Zilver | Roy Hoornweg   | 29.54,60  |
| Brons  | Ronald Schröer | 30.02,71  |

| rang   | atlete           | prestatie |
| ------ | ---------------- | --------- |
| Goud   | Miranda Boonstra | 35.29,20  |
| Zilver | Jacelyn Gruppen  | 36.16,59  |
| Brons  | Anouk Claessens  | 36.31,24  |

### 110 m horden/100 m horden
| wind: +2,1 m/s | wind: +2,1 m/s     | wind: +2,1 m/s |
| rang           | atleet             | prestatie      |
| -------------- | ------------------ | -------------- |
| Goud           | Koen Smet          | 13,52 s        |
| Zilver         | Tjendo Samuel      | 13,81 s        |
| Brons          | Eelco Sintnicolaas | 13,89 s        |

| wind: +1,3 m/s | wind: +1,3 m/s   | wind: +1,3 m/s |
| rang           | atlete           | prestatie      |
| -------------- | ---------------- | -------------- |
| Goud           | Rosina Hodde     | 13,02 s        |
| Zilver         | Suzanne Williams | 13,37 s        |
| Brons          | Nadine Broersen  | 13,52 s        |

### 400 m horden
| rang   | atleet         | prestatie |
| ------ | -------------- | --------- |
| Goud   | Jesper Arts    | 51,01 s   |
| Zilver | Brian Vriend   | 51,82 s   |
| Brons  | Revelinho Eind | 51,83 s   |

| rang   | atlete          | prestatie |
| ------ | --------------- | --------- |
| Goud   | Bianca Baak     | 59,51 s   |
| Zilver | Maruska Eduarda | 60,17 s   |
| Brons  | Marlies Manders | 60,18 s   |

### 3000 m steeple
| rang   | atleet          | prestatie |
| ------ | --------------- | --------- |
| Goud   | Simon Vroemen   | 9.13,22   |
| Zilver | Simon Grannetia | 9.26,71   |
| Brons  | Erik Niemeijer  | 9.27,69   |

| rang   | atlete             | prestatie |
| ------ | ------------------ | --------- |
| Goud   | Jolanda Verstraten | 11.43,27  |
| Zilver | Femke van der Pal  | 11.57,96  |
| Brons  | Jeske van der Pal  | 12.41,98  |

### Verspringen
| rang   | atleet            | prestatie          |
| ------ | ----------------- | ------------------ |
| Goud   | Ignisious Gaisah  | 7,85 m (+ 0,9 m/s) |
| Zilver | Marius Kranendonk | 7,66 m (+ 0,6 m/s) |
| Brons  | Quincy Breell     | 7,41 m (+ 1,2 m/s) |

| rang   | atlete             | prestatie          |
| ------ | ------------------ | ------------------ |
| Goud   | Brenda Baar        | 6,26 m (+ 1,2 m/s) |
| Zilver | Valentine Kortbeek | 6,15 m (+ 1,5 m/s) |
| Brons  | Amanda Spiljard    | 6,10 m (+ 2,1 m/s) |

### Hink-stap-springen
| rang   | atleet         | prestatie           |
| ------ | -------------- | ------------------- |
| Goud   | Fabian Florant | 16,30 m (- 2,0 m/s) |
| Zilver | Sander Hage    | 15,12 m (+ 1,1 m/s) |
| Brons  | Erwin Slokker  | 15,00 m (+ 3,5 m/s) |

| rang   | atlete            | prestatie           |
| ------ | ----------------- | ------------------- |
| Goud   | Brenda Baar       | 13,05 m (+ 1,4 m/s) |
| Zilver | Nora Ritzen       | 12,65 m (- 1,0 m/s) |
| Brons  | Tamara Middelburg | 12,60 m (+ 1,3 m/s) |

### Hoogspringen
| rang   | atleet           | prestatie |
| ------ | ---------------- | --------- |
| Goud   | Douwe Amels      | 2,21 m    |
| Zilver | Jan Peter Larsen | 2,14 m    |
| Brons  | Tymon de Jonge   | 2,02 m    |

| rang   | atlete             | prestatie |
| ------ | ------------------ | --------- |
| Goud   | Sietske Noorman    | 1,85 m    |
| Zilver | Lisanne Hagens     | 1,70 m    |
| Zilver | Marlies van Haaren | 1,70 m    |

### Polsstokhoogspringen
| rang   | atleet             | prestatie |
| ------ | ------------------ | --------- |
| Goud   | Rutger Koppelaar   | 5,42 m    |
| Zilver | Robbert-Jan Jansen | 5,27 m    |
| Brons  | Eelco Sintnicolaas | 5,22 m    |

| rang   | atlete             | prestatie |
| ------ | ------------------ | --------- |
| Goud   | Rianna Galiart     | 4,11 m    |
| Zilver | Robin Wingbermuhle | 4,00 m    |
| Brons  | Janneke Oosterink  | 4,00 m    |

### Kogelstoten
| rang   | atleet              | prestatie |
| ------ | ------------------- | --------- |
| Goud   | Erik van Vreumingen | 18,85 m   |
| Zilver | Patrick Cronie      | 18,73 m   |
| Brons  | Remco Goetheer      | 17,60 m   |

| rang   | atlete            | prestatie |
| ------ | ----------------- | --------- |
| Goud   | Melissa Boekelman | 17,60 m   |
| Zilver | Corinne Nugter    | 15,38 m   |
| Brons  | Vivian Brandhoff  | 14,64 m   |

### Discuswerpen
| rang   | atleet            | prestatie |
| ------ | ----------------- | --------- |
| Goud   | Erik Cadée        | 65,61 m   |
| Zilver | Maarten Persoon   | 57,62 m   |
| Brons  | Roland van Zuilen | 54,61 m   |

| rang   | atlete         | prestatie |
| ------ | -------------- | --------- |
| Goud   | Corinne Nugter | 51,87 m   |
| Zilver | Loes Verlaak   | 51,68 m   |
| Brons  | Pamela Kiel    | 46,20 m   |

### Speerwerpen
| rang   | atleet           | prestatie |
| ------ | ---------------- | --------- |
| Goud   | Bjorn Blommerde  | 71,31 m   |
| Zilver | Daan Meyer       | 71,03 m   |
| Brons  | Elliott Thijssen | 70,22 m   |

| rang   | atlete             | prestatie |
| ------ | ------------------ | --------- |
| Goud   | Nadine Broersen    | 52,52 m   |
| Zilver | Lisanne Schol      | 50,99 m   |
| Brons  | Mandy van der Meer | 50,00 m   |

### Kogelslingeren
| rang   | atleet            | prestatie |
| ------ | ----------------- | --------- |
| Goud   | Vincent Onos      | 67,89 m   |
| Zilver | Sander Stok       | 58,67 m   |
| Brons  | Jasper Christiaan | 57,06 m   |

| rang   | atlete          | prestatie |
| ------ | --------------- | --------- |
| Goud   | Eva Reinders    | 60,34 m   |
| Zilver | Wendy Koolhaas  | 55,91 m   |
| Brons  | Femke Hollander | 49,94 m   |

### 20 km snelwandelen
| rang   | atleet            | prestatie |
| ------ | ----------------- | --------- |
| Goud   | Harold van Beek   | 1:48.41   |
| Zilver | Richard Leijenaar | 1:51.11   |
| Brons  | Colin Versteeg    | 2:01.37   |